# 泰克利夫卡 (喬爾特基夫區)
49°3′40″N 25°55′2″E / 49.06111°N 25.91722°E
泰克利夫卡（羅馬化：Teklivka）是烏克蘭的村落，位於該國西部捷爾諾波爾州，由喬爾特基夫區負責管轄，處於尼奇拉瓦河畔，始建於1856年，面積0.81平方公里，2001年人口243。